# Тагар
«Тага́р» — манга в жанре постапокалиптического фэнтези, выпускаемая российским издательством Bubble Comics: изначально в рамках импринта Bubble Visions, а затем — Bubble Manga. До Bubble главы манги издавались на российской онлайн-платформе «Аксис Комикс», однако доступ к «Тагару» пропал после её закрытия. Первый дебютный том манги в бумажном виде вышел 28 сентября 2017 года на фестивале поп-культуры Comic-Con Russia; в данный момент она издаётся по главам через цифровую дистрибуцию. Над всеми томами «Тагара» работал дуэт из сценаристки Анны Сергеевой и художницы Марины Приваловой. «Тагар» выполнен в чёрно-белом цвете и читается справа налево, как и японская манга.
Сюжет произведения рассказывает о древних божествах, приход на Землю которых стал причиной масштабной катастрофы. Главным героем произведения предстаёт юноша по имени Куно, оказывающийся в эпицентре таинственного катаклизма, после которого все люди на вокзале погибают, а город превращается в руины, и его наполняет бессчётное множество ворон. На этом череда происшествий не прекращается — мир меняется до неузнаваемости, и люди теперь вынуждены постоянно спасаться от бесконечных катаклизмов, а также от древних монстров-богов, враждебных к людям. Сам же Куно встречает бога-ворона Тагара, пришедшего на Землю. После встречи с Тагаром сильно меняются его внешность и поведение.
Манга была хорошо оценена читателями, но отзывы профильных критиков оказались смешанными — они отмечали качество прорисовки иллюстраций, аутентичность по отношению к японской манге и колоритных персонажей, но обращали внимание и на минусы: сценарий первого тома, в котором недоставало необходимых подробностей и экспозиции для понимания читателем сюжета произведения. Популярность «Тагара» также повлияла на открытие в издательстве Bubble Comics отдельного подразделения, направленного на создание и выпуск отечественной манги, — Bubble Manga, главой которого стала художница «Тагара» Марина Привалова.

## Сюжет
Главный герой, юноша по имени Куно, оказывается в эпицентре таинственного катаклизма. Его девушка уезжает от него, забрав ожерелье, всегда висевшее у Куно на шее, после чего все люди на вокзале погибают, а город превращается в руины, и его наполняет бессчётное множество ворон. На этом череда происшествий не прекращается — мир меняется до неузнаваемости, и люди теперь вынуждены постоянно спасаться от бесконечных катаклизмов, а также от древних монстров-богов, враждебных к людям. Сам же Куно встречает бога-ворона Тагара, пришедшего на землю, и впоследствии парня находят на свалке в бессознательном состоянии два друга, Матисс и Микаэль. Вскоре Куно приходит в себя. После встречи с Тагаром сильно меняются его внешность и поведение.
Параллельно с историей Куно развивается история о художнике Марке, изображающем на своих картинах сюжеты из прошлого и будущего; он владеет некоторой информацией о произошедшем апокалипсисе и древних богах, посетивших людей. Марк называет себя братом Куно и просит своих знакомых, Сильвию и Дина, разыскать его.
Тем временем, Куно сбегает от Микаэля и Матисса и встречает журналиста Яна. Яну срочно нужен материал для новости, и он, рискуя собственной жизнью, пытается сделать фото одного из богов. Ян успевает заснять то, что хотел, но привлекает внимание чудовища, однако Куно спасает его от смерти. Тагар, которого призывает Куно, изгоняет бога обратно в небытие. Герои возвращаются обратно в дом Микаэля. Оказывается, что Куно всё это время знал о причинах катаклизма: всё дело в материи, которая уходит из мира, а на её место приходит другая. Чем меньше в мире остаётся его собственной энергии, тем ближе конец света. Для того, чтобы предотвратить катастрофу, нужны несколько артефактов; некоторые из них ранее находились в ожерелье у Куно, один остался у него самого и ещё один оказался у Яна.

### Основные персонажи
- Куно (рост: 190 см / возраст: неизвестно / день рождения: 1 июня) — главный герой произведения. Молодой человек, попавший в эпицентр первой катастрофы. С детства является обладателем некоего таинственного ожерелья, которое он теряет в самом начале манги и которое ему теперь предстоит найти. До катастрофы встречался с девушкой по имени Софи, которая и забрала у него ожерелье. По характеру ленив, любит всё «блестящее», от древних артефактов вплоть до столовых приборов. Имеет некую загадочную связь с Тагаром[4][5];
- Тагар (рост: 174 см / возраст: 60-65 лет / день рождения: неизвестно) — один из богов-воронов, является самым сильным из них. Однажды, во время войны с другими богами-воронами, одержал победу над каждым из других. Как следствие, Тагар стал единственным из них, кто сохранил свои силы и первозданный вид. Из-за этого его ищет другой бог-ворон, Мингур, желающий вернуть свои силы. Может по желанию обретать человеческий облик. Тагар обладает собственным видением справедливости, которому старается придерживаться. Имеет пристрастие к картофелю фри[4][5];
- Марк Адамс (рост: 203 см / возраст: неизвестно / день рождения: 1 июня) — художник-перфекционист, рисующий прошлое и будущее, загадочным образом причастен к катастрофе. Во время катастрофы был тем, кому Софи передала ожерелье Куно, с которым Марк как-то связан. Главная его цель — любой ценой убить Тагара. По характеру необщителен, хладнокровен, а также любит планировать свои действия. У него есть поклонница по имени Билли, обожающая живопись и помогающая Марку в его планах[4][5];
- Ян Витовски (рост: 165 см / возраст: 24 года / день рождения: 13 июля) — неудачливый журналист, пытающийся выяснить, что случилось с его любимой девушкой, без вести пропавшей после катастрофы. Любит модно наряжаться, проявлять хитрость и мечтать об обеспеченной жизни, при этом сам является «человеком-катастрофой». В погоне за сенсацией не боится даже рисков для жизни, а в критических ситуациях предпочитает сначала думать, а уже потом — действовать. Любит коллекционировать галстуки[4][5];
- Сильвия (рост: 168 см / возраст: 31 год / день рождения: 8 апреля) — официальная глава земли, на которой случилась первая катастрофа. На протяжении четырёх лет после случившегося пыталась восстановить привычную жизнь на подвластной территории. По характеру властная, целеустремлённая, решительная. Любит, когда окружающие беспрекословно соглашаются с её идеями и выводами, при этом боится допустить ошибку. Как следствие, в большинстве своих неудач она считает виноватым Дина, её ассистента, помощника и «правую руку», который, несмотря на свой жестокий и расчётливый характер, всецело предан Сильвии[5].

## История создания

### Авторский состав
Иллюстратом «Тагара» (по-японски — мангака) стала художница Марина Привалова, родом из города Цимлянска Ростовской области. В 2013 году окончила Бокситогорский филиал ЛГУ им. А. С. Пушкина по специальности учителя истории. В следующем году окончила Санкт-Петербургскую Международную школу туризма и бизнеса, после чего несколько лет проработала менеджером по международному туризму. Параллельно своей основной работе Марина занималась созданием рисованных историй, совместно со своими подругами, выступавшими в качестве сценаристок. Марина в своём творческом стиле вдохновлялась японской анимацией, а силы пробовала прежде всего в создании японских комиксов манга, вдохновившись аниме-фильмами, которые первыми стали транслировать по российскому телевидению. Устроившись на работу в Bubble Comics в 2016 году она начала работать над такими сериями комиксов, как «Инок», «Красная Фурия» и «Союзники». Хоть художнице и было труднее справляться с рисовкой цветного комикса, чем с рисовкой чёрно-белой манги, держа в голове также и работу колориста по покраске рисунка, она отмечала что «Союзники» стали одной из её любимых серий в издательстве.
С Анной Сергеевой Привалова познакомилась в 2011 году в сообществе дневников Diary.ru. До этого у Марины уже были идеи, которые в будущем сложатся в «Тагара», однако на тот момент чётких планов у художницы не было. Она предложила Сергеевой создать совместный проект. По словам Приваловой, если бы не вклад Анны Сергеевой, манга бы не стала такой, какой вышла по итогу. Над сценарием они работали совместно, обмениваясь идеями и соображения по тому или иному сюжетному вопросу.

### Производственный процесс
2014 год пробовали обращаться в различные издательства. Переписка затянулась на целый год и не дала никаких результатов. <…> В 2015 году первые две обновлённые главы были опубликованы на сайте издательства «Аксис-комикс». К сожалению, через некоторое время издательство закрылось. На тот момент мне казалось это тупиковой ситуацией и жирной точкой на всех попытках реализовать историю для широкой аудитории. Рукописи полетели в стол и там и оставались, пока Рома не предложил издать работу в Bubble Visions.
«Тагар» написан в жанре постапокалиптического фэнтези и по лекалам японской манги выполнен в чёрно-белом цвете и читается слева направо. Первоначальный вариант «Тагара» создавался Анной Сергеевой и Мариной Приваловой с 2012 по 2013 год, но так и не увидел свет — весь последующий год попытки обращения в различные издательства, в том числе в немецкий Tokyopop, не дали никаких результатов, после чего, по словам Приваловой, «первый вариант манги сильно устарел в сюжетном и графическом плане», и было принято решение начать проект заново. У авторов был примерный «каркас» истории, но при этом многие незначительные сюжетные элементы могли меняться в процессе обсуждения. Так, комичная любовь бога-ворона Тагара к картофелю фри, ради которого он спускается на Землю и который считает главным достижением человечества, родилась из сцены произошедшей в реальной жизни: однажды сценаристка Анна Сергеева увидела группу ворон, клюющих картофель фри, после чего решила добавить похожую сцену и в мангу. При работе над мангой Сергеева и Привалова также изучали ворон, их качества и роль в мировом фольклоре и мифологии.
Привалова также признавалась, что вместе с Сергеевой смотрит за реакцией фанатов, в том числе на те или иные сюжетные решения, и при написании последующих глав и томов девушки учитывают мнение читателей и могут привнести те или иные идеи, вдохновлённые комментариями поклонников. Источником вдохновения для некоторых из локаций вымышленного города в «Тагаре» черпалось из реально существующих зданий Санкт-Петербурга. Помимо уже выпущенных томов Сергеевой и Приваловой планируется издать ещё от двух до трёх томов. По словам Приваловой, она пока не уверена, сколько конкретно томов займёт завершение истории манги «Тагар».

### Издание

Альтернативная обложка первого тома «Тагара». Художник: Марина Привалова

В 2015 году первые две обновлённые главы были опубликованы на сайте онлайн-издательства «Аксис-комикс», которое закрылось через некоторое время после выхода «Тагара». Впоследствии, когда одна из её авторов Марина Привалова стала работать в Bubble над комиксом-ваншотом «Майор Гром: Шанс», приуроченным к выходу короткометражного фильма «Майор Гром», главный редактор издательства Роман Котков предложил ей издать «Тагара» в рамках Bubble Visions в бумажном виде. Таким образом, законченный первый том манги был выпущен на российском фестивале поп-культуры Comic-Con Russia в 2017 году, при этом специально для фестиваля был создан ограниченный тираж с альтернативной обложкой также от Приваловой и двумя открытками, идущими в комплекте. Этот дополнительный тираж был выпущен в партнёрстве с издательством «Истари комикс», совместно с которым Bubble уже издавало мангу — комикс «Якутия» Евгения Федотова и художника Богдана Куликовских, вышедший в 2016 году. Манга была тепло встречена аудиторией: по данным Bubble и, частично, «Истари», тираж первого тома, составивший 2,000 копий, был раскуплен за четыре с половиной месяца. В уже следующем, 2018-м году первый том «Тагара» был переиздан в новой обложке. Кроме этого, страницы из первого тома «Тагара» и сам первый том хранятся в Киотском международном музее манги под номером ID 40030475.
Позже, в мае 2019 года на фестивале Comic-Con Saint-Petersburg, всё так же в рамках импринта Bubble Visions, был выпущен второй том манги. Впоследствии, как и первый том, каждый последующий получал допечатку с альтернативной обложкой. Помимо самих комиксов в тома были включены дополнительные материалы: комментарии создателей, скетчи и зарисовки персонажей, локаций, эскизы обложек и их неиспользованные варианты. В начале октября 2019 года на фестивале Comic-Con Russia Bubble Comics объявило о создании отдельного подразделения, Bubble Manga, в рамках которого будет издаваться оригинальная российская манга. Главой созданной Bubble Manga стала художница «Тагара» Марина Привалова. Вместе с этим было анонсировано продолжение манги «Тагар» в виде третьего тома, релиз которого был запланирован на следующий год. Однако, в конечном итоге, третий том вышел в сентябре 2021 года. За ним последовал и четвёртый, выход которого состоялся в августе 2022. В сентябре 2019 года Bubble объявила о частичном прекращении выпуска печатной продукции, а именно одиночных выпусков своих комиксов, а также о намерении сосредоточиться на цифровой дистрибуции своих комиксов через собственное приложение для iOS и Android. Как следствие, с октября 2020 года отдельные главы манги стали выходить в электронном формате в приложении издательства.

## Восприятие
Манга была тепло встречена аудиторией, но получила в целом смешанные отзывы от профильных критиков. Александр Подольский, обозреватель сайта HorrorZone.ru, положительно оценил чёрно-белый рисунок Марины Приваловой в «Тагаре», назвав его стильным. Японовед, переводчик, культуролог, историк и теоретик манги и основательница портала «Мангалекторий» Юлия Магера в своей научной статье о женщинах в российской комикс-индустрии назвала «Тагара» наиболее популярной серией комиксов Bubble, коммерческий успех которой сподвиг издательство основать отдельный импринт для выпуска манги, Bubble Manga. Олег Ершов, один из редакторов российского сайта о комиксах ComicsBoom!, напротив, посетовал что работа Приваловой и Сергеевой оставила у него смешанные впечатления. К недостаткам был причислен сценарий Анны Сергеевой — за отсутствие конкретики в действиях персонажей, а также необходимых подробностей для понимания читателем сути сюжета. К положительным сторонам — рисунок Марины Приваловой, богатые на мелкие детали иллюстрации художницы.
Портал «Субкультура», обозревая мангу, сравнил Куно с Саскэ Утихой из манги «Наруто», заметил на иллюстрациях визуальные отсылки к «Евангелиону», и отметил, что авторы сознательно вдохновляются известными сериями манги для того, чтобы вписать персонажей в определённый культурный контекст. По итогу автор рецензии, Марина Скворцова, высоко оценила качество самого произведения, отметив, что это «самая настоящая манга», верная японским традициям, пусть и созданная на территории России. Скворцова выразила надежду, что Bubble сохранят высоко заданную планку качества манги в дальнейшем. Обозреватель казахстанского сайта с рецензиями на комиксы Geektar.kz Ю. Гламаздо сдержанно оценил «Тагара». Гламаздо посчитал, что история ещё может раскрыться в последующих томах, однако сюжет первого тома он назвал «недораскрытым». По его мнению, манга создавалась прежде всего для уже устоявшихся поклонников творчества Приваловой и Сергеевой, в то время как новому читателю будет трудно вникнуть во все хитросплетения повествования, а также проникнуться слабо раскрытыми персонажами,